# Ronnie Gene Blevins
Ronnie Gene Blevins (Harris County (Texas), 20 juni 1977), geboren als Ronald Gene Blevins, is een Amerikaans acteur, filmproducent en scenarioschrijver.

## Privé
Blevins is getrouwd met actrice Veronica Burgess met wie hij een zoon heeft (2016).

## Carrière
Blevins begon in 2001 met acteren in de film A.I.: Artificial Intelligence, waarna hij nog in meer dan 100 films en televisieseries speelde.

## Filmografie

### Films
Selectie:
- 2022 Emancipation - als Harrington
- 2021 The Conjuring: The Devil Made Me Do It - als Bruno
- 2018 Death Wish - als Joe
- 2013 Joe - als Willie-Russell
- 2012 Seven Psychopaths - als eerste politieagent
- 2012 The Dark Knight Rises - als chauffeur cementwagen
- 2001 A.I.: Artificial Intelligence - als robot

### Televisieseries
Uitgezonderd eenmalige gastrollen.
- 2023 Tulsa King - als Ben Hutchins - 2 afl.
- 2018 Westworld - als Engels - 2 afl.
- 2015 True Detective - als Stan - 3 afl.
- 2014 Kingdom - als Michael - 4 afl.
- 2009-2011 Southland - als Barry - 3 afl.
- 2010 Medium - als fietser - 2 afl.
- 2010 True Blood - als T-Dub - 2 afl.

### Scenarioschrijver
- 2018 Film Revered - podcastserie - 2 afl.
- 2009 American Cowslip - film
- 2003 Eiderdown Goose - film

### Filmproducent
- 2020 Death in Texas - film
- 2009 American Cowslip - film

- Gemeinsame Normdatei: 1296194140
- International Standard Name Identifier: 0000 0004 4533 3001
- Library of Congress Control Number: no2015007700
- Virtual International Authority File: 313498139
- WorldCat: E39PBJkxG9B77bqfBYt3qgHKVC